# Extrameccano
Extrameccano è il primo album del duo musicale italiano Meccano, pubblicato dall'etichetta discografica Keepon Musik nel 1987.
L'album è prodotto da Ruggero Penazzo. La parte musicale di 5 canzoni è interamente curata da Walter Bassani e i testi sono opera di Elio Aldrighetti, mentre i rimanenti 3 brani portano anche le firme di altri autori: Nadia Bani ha partecipato alla scrittura di Senza di te (contenuto nel disco anche in versione strumentale) insieme a Mike Logan, che ha contribuito anche alla composizione di Una di me, infine il nome di Oscar Avogadro compare nei crediti di Extra.
Dal disco viene tratto il singolo Extra/Sulla scia, mentre i brani Down Down Romeo e Alle porte dell'est erano stati già pubblicati in precedenza in tale formato, così come Ipnotica, quinto classificato al Festival di Sanremo 1986 nella sezione Nuove Proposte.

## Tracce

### Lato A
1. Come il mare
2. Sulla scia
3. Senza di te
4. Ipnotica

### Lato B
1. Extra
2. Alle porte dell'est
3. Down Down Romeo
4. Una di me
5. Senza di te (strumentale)

## Formazione
- Nadia Bani – voce, cori
- Walter Bassani – voce, tastiera, programmazione, batteria, basso
- Sergio Portaluri – basso
- Maurizio Macchioni – chitarra
- Maurizio Preti – percussioni
- Maurizio Bassi – tastiera
- Paolo Gianolio – chitarra, tastiera
- Pier Michelatti – basso
- Lele Melotti - batteria
- David Sion – chitarra
- Gaetano Leandro – tastiera
- Giorgio Cocilovo – chitarra
- Claudio Pascoli – sax
- Ruggero Penazzo, Naimy Hackett, Moreno Ferrara, Silvio Pozzoli – cori